# Wiktor Medwedczuk
Wiktor Wołodymyrowicz Medwedczuk, ukr. Віктор Володимирович Медведчук (ur. 7 sierpnia 1954 w m. Poczet w Kraju Krasnojarskim) – ukraiński polityk, parlamentarzysta i prawnik. W latach 2002–2005 szef Administracji Prezydenta Ukrainy Łeonida Kuczmy.

## Życiorys
Urodził się w Rosyjskiej Federacyjnej Socjalistycznej Republice Radzieckiej. Z wykształcenia prawnik. Pod koniec lat 70. został z urzędu wyznaczony na obrońcę oskarżonego o działalność antyradziecką dysydenta Wasyla Stusa. Domagał się wówczas wyższego wyroku dla poety niż prokurator. Na początku lat 90. założył firmę prawniczą BAM, awansując do czołówki najbogatszych ludzi na Ukrainie. Wśród jego klientów był wówczas Hryhorij Surkis, właściciel klubu piłkarskiego Dynamo Kijów oraz prezes Ukraińskiego Związku Piłki Nożnej.
W latach 1997–2002 sprawował mandat deputowanego Rady Najwyższej. W 1998 został przewodniczącym Zjednoczonej Socjaldemokratycznej Partii Ukrainy, do której należał też Łeonid Krawczuk. Należał do liderów tak zwanego klanu kijowskiego, rywalizującego o wpływy wraz z klanami dniepropietrowskim i donieckim.
Po wyborach parlamentarnych w 2002 został mianowany szefem administracji prezydenckiej Łeonida Kuczmy w miejsce Wołodymyra Łytwyna. Był oskarżany o liczne nadużycia władzy. Miał wysyłać do mediów instrukcje, jak mają relacjonować obrady parlamentu oraz wybory prezydenckie w 2004. Uzyskał kontrolę nad spółkami zarejestrowanymi na Cyprze i w Belize, ukraińskimi bankami, towarzystwem ubezpieczeniowym, klubem Dynamo Kijów oraz grupą zakładów energetycznych, a także kilkoma stacjami telewizyjnymi. W 2003 znajdował się na 50. pozycji na liście najzamożniejszych obywateli Europy Środkowej i Wschodniej według „Wprost”. Jego pozycja polityczna osłabła po pomarańczowej rewolucji, która przyczyniła się także do rozpadu kierowanego przez niego ugrupowania. W wyborach parlamentarnych w 2006 przegrał wraz z Opozycyjnym Blokiem „Nie Tak!”, wkrótce ustąpił z funkcji przewodniczącego SDPU(O).
W późniejszych latach kontynuował politykę prorosyjską, jawnie wspierając prezydenta Rosji Władimira Putina (prywatnie chrzestnego jego córki), został m.in. przewodniczącym prorosyjskiego ruchu politycznego Ukraiński Wybór. W 2014 sekretarz Rady Bezpieczeństwa Narodowego i Obrony Ukrainy Andrij Parubij stwierdził, że Wiktor Medwedczuk nie może pełnić funkcji mediatora w negocjacjach z samozwańczymi wschodnimi republikami, gdyż jego zdaniem od 2012 finansował tworzenie grup ekstremistycznych, które spowodowały konflikt w Donbasie. W 2016 sąd w Kijowie uwzględnił pozew polityka o ochronę dóbr osobistych, nakazując Andrijowi Parubijowi przeproszenie Wiktora Medwedczuka.
W wyborach parlamentarnych w 2019 został wybrany do Rady Najwyższej z ramienia ugrupowania Opozycyjna Platforma – Za Życie.
W 2020 w prokuraturze generalnej wszczęto przeciwko niemu postępowanie karne o zdradę stanu w związku z wyjazdem jego i innych polityków jego ugrupowania do Rosji, gdzie odbyli spotkania z rosyjskimi politykami. W maju 2021 zastosowano wobec niego areszt domowy. Wiktor Medwedczuk uciekł w 2022 w trakcie inwazji Rosji na Ukrainę. W marcu tegoż roku Opozycyjna Platforma – Za Życie usunęła go z kierownictwa partii. W pierwszej połowie kwietnia 2022 zatrzymany w wyniku specjalnej operacji przeprowadzonej przez SBU. Został zwolniony we wrześniu 2022 w ramach wymiany jeńców między Ukrainą a Rosją. W styczniu 2023 został pozbawiony obywatelstwa ukraińskiego oraz mandatu deputowanego. W 2024 został pozbawiony ukraińskich orderów i odznaczeń.

## Odznaczenia
- Order Księcia Jarosława Mądrego V klasy (2004, pozbawiony 2024)[15][16][14])
- Order „Za zasługi” I klasy (2000, pozbawiony w 2024)[16][14]
- Order „Za zasługi” II klasy (1998, pozbawiony w 2024)[17][16][14]
- Poczesna widznaka Prezydenta Ukrajiny (1996, pozbawiony w 2024)[18][14]
- Kawaler Krzyża Wielkiego Orderu Zasługi Republiki Włoskiej (Włochy, 2002)[19]
- Order Podwójnego Białego Krzyża II klasy (Słowacja, 2004)[20]